# مارك ميلود
مارك ميلود (بالإنجليزية: Mark Mylod)‏‏ (1956 - ) منتج تلفزيوني، ومخرج أفلام من المملكة المتحدة.

## روابط خارجية
- مارك ميلود على موقع IMDb (الإنجليزية)
- مارك ميلود على موقع ألو سيني (الفرنسية)
- مارك ميلود على موقع ميوزك برينز (الإنجليزية)
- مارك ميلود على موقع أول موفي (الإنجليزية)
- مارك ميلود على موقع بوكس أوفيس موجو (الإنجليزية)
- مارك ميلود على موقع قاعدة بيانات الأفلام السويدية (السويدية)
- مارك ميلود على موقع ديسكوغز (الإنجليزية)
- مارك ميلود على موقع قاعدة بيانات الفيلم (الإنجليزية)
- مارك ميلود على موقع كينوبويسك (الروسية)